# Cratojoppa nigritarsis
Cratojoppa nigritarsis är en stekelart som beskrevs av Heinrich 1934. Cratojoppa nigritarsis ingår i släktet Cratojoppa och familjen brokparasitsteklar. Utöver nominatformen finns också underarten C. n. bonthaina.